# أمازيغ معربون

الأمازيغ المعربون هو المصطلح للدلالة على بعض سكان المغرب الكبير في شمال أفريقيا الذين لغتهم الأم هي اللهجة المحلية المغاربية للغة العربية مع مفردات اللغة العربية في معظمها، ومع الركائز الأمازيغة.
ويضم المغرب الكبير المغرب والجزائر وتونس، ليبيا، وموريتانيا و تحولت من اللغة الأمازيغية إلى العربية ببطئ بعد دخول الإسلام 652 هجرية وحاولت الحملات الأوربية تغير ذلك إلا أن العربية زاد استعمالها بعد الاستقلال بسبب سيطرة أفكار القومية العربية على حكومات ما بعد الاستقلال.